# Pobaltský front
Pobaltský front (rusky Прибалтийский фронт) byl název vojenské formace Rudé armády za druhé světové války.

## Historie
Pobaltský front vznikl 10. října 1943 podle rozkazu Stavky z 1. října z velitelství a části jednotek (11., 11. gardová a 15. letecká armáda) Brjanského frontu přesunutých mezi Severozápadní a Kalininský front. 13.–15. října byly k Pobaltskému frontu přičleněny 3. úderná armáda Kalininského frontu, 22. armáda Severozápadního frontu a 6. gardová a 20. armáda ze zálohy Hlavního stanu. Velení frontu připravovalo ofenzívu ve směru na Nevel, Idricu a Valgu.
Už 20. října 1943 byl přejmenován na 2. pobaltský front.

## Podřízené jednotky
- 3. úderná armáda (13.–20. října 1943)
- 6. gardová armáda (15.–20. října 1943)
- 11. gardová armáda (15.–20. října 1943)
- 11. armáda (11.–20. října 1943)
- 22. armáda (13.–20. října 1943)
- 15. letecká armáda (10.–20. října 1943)
- 20. armáda (15.–20. října 1943)

## Velení
Velitel
- 10.–20. října 1943 armádní generál Markian Michajlovič Popov

Člen vojenské rady
- 10.–20. října 1943 generálporučík Lev Zacharovič Mechlis

Náčelník štábu
- 10.–20. října 1943 generálmajor Nikolaj Pavlovič Sidelnikov